# Othmar Motter

Reebok-Logotype gesetzt aus der Motter Tektura, 1986

Othmar Motter (* 3. November 1927 in Hard; † 17. Dezember 2010 ebenda) war ein österreichischer Grafiker, Schriftentwerfer und Typograf.

## Leben und Wirken

Das Apple-Logo (1977) mit der von Motter gestalteten Schriftart Motter Tektura

Othmar Motter gründete 1952 gemeinsam mit Hans Kaiser und Sylvester Licka in Vorarlberg das Grafikstudio Vorarlberger Graphik. Wie die beiden hatte er vorher die Höhere Graphische Bundes-Lehr- und Versuchsanstalt in Wien besucht.
Als Gebrauchsgrafiker schuf er zahlreiche Firmenlogos, wie jenes der österreichischen Lotto- und Totogesellschaft, außerdem die Logos bekannter Vorarlberger Firmen wie Pfanner Fruchtsäfte, Vorarlberger Kraftwerke u. a. Von ihm stammt auch die von zahlreichen internationalen Unternehmen, wie Apple oder Reebok, verwendete Schriftart Motter Tektura. Aber auch andere Fonts ebenso wie zahlreiche Logos von bekannten Unternehmen wurden im Laufe der Jahrzehnte von ihm entwickelt.

## Auszeichnungen
- Preis für Wissenschaft und Kunst des Landes Vorarlberg

## Literatur

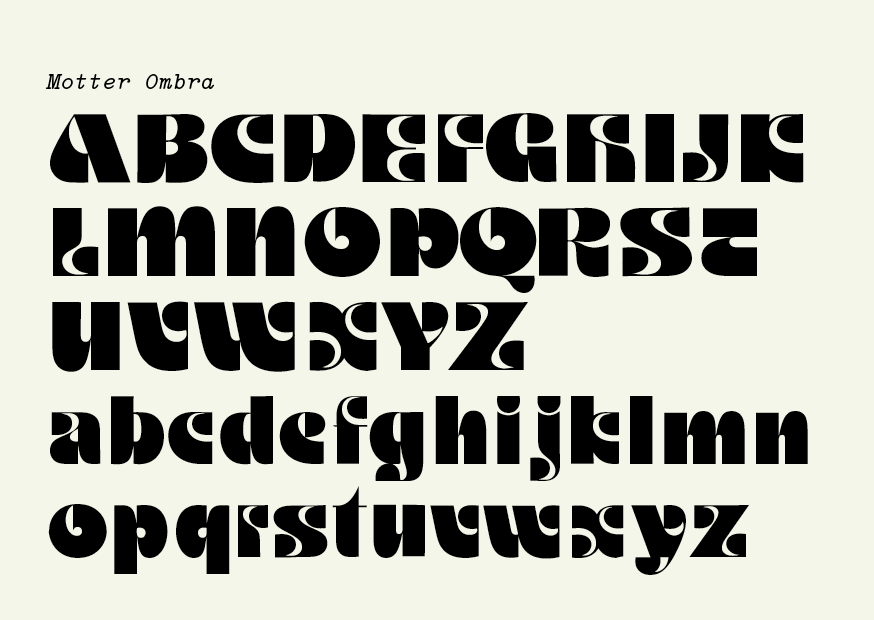
Motter Ombra

## Weblinks

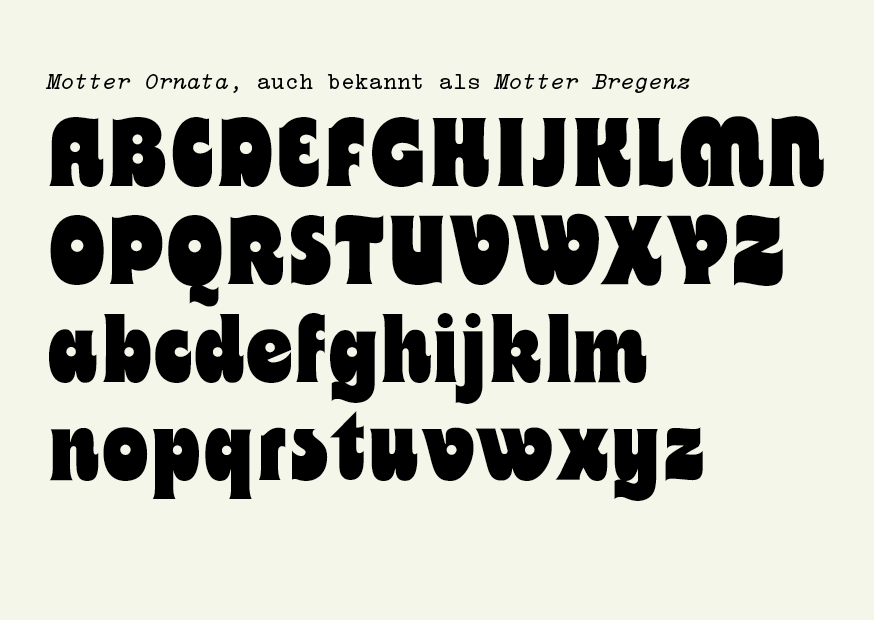
Motter Ornata, auch bekannt als Motter Bregenz